# تنگه شوتاریکو
تنگهٔ شوتاریکو یکی از جاذبه‌های طبیعی استان هرمزگان است. این دره در نزدیکی روستای کوچکی به نام چک چک در شهر پارسیان قرار گرفته است.